# Metilfenilpiracetam
Metilfenilpiracetam, também conhecido como E1R, é um derivado do piracetam e um modulador alostérico positivo do receptor sigma1.Quimicamente, ele se assemelha ao piracetam, ele se difere do fenilpiracetam por ter um grupo metil.
Atualmente, existem poucos dados a respeito do E1R, até mesmo em inglês. No Pubmed, há apenas um estudo sobre o metilfenilpiracetam.
E1R é o estereoisômero (4R, 5S) do metilfenilpiracetam.

## Efeitos
E1R aumenta a cognição e tem eficácia contra a disfunção colinérgica em ratinhos sem afetar a atividade locomotora. O pré-tratamento com E1R aumentou o efeito estimulador do agonista σ1R PRE-084 e facilitou a retenção passiva de evitação. Alivia o comprometimento cognitivo induzido por escopolamina. A atividade de aumento da cognição de E1R é mais elevada do que a do fenilpiracetam.